# Liste der Baudenkmale in Trebbin
In der Liste der Baudenkmale in Trebbin sind alle Baudenkmale der brandenburgischen Stadt Trebbin und ihrer Ortsteile aufgelistet. Grundlage ist die Veröffentlichung der Landesdenkmalliste mit dem Stand vom 31. Dezember 2022.

## Legende
In den Spalten befinden sich folgende Informationen:
- ID-Nr.: Die Nummer wird vom Brandenburgischen Landesamt für Denkmalpflege vergeben. Ein Link hinter der Nummer führt zum Eintrag über das Denkmal in der Denkmaldatenbank. In dieser Spalte kann sich zusätzlich das Wort Wikidata befinden, der entsprechende Link führt zu Angaben zu diesem Denkmal bei Wikidata.
- Lage: die Adresse des Denkmales und die geographischen Koordinaten. Link zu einem Kartenansichtstool, um Koordinaten zu setzen. In der Kartenansicht sind Denkmale ohne Koordinaten mit einem roten beziehungsweise orangen Marker dargestellt und können in der Karte gesetzt werden. Denkmale ohne Bild sind mit einem blauen bzw. roten Marker gekennzeichnet, Denkmale mit Bild mit einem grünen beziehungsweise orangen Marker.
- Bezeichnung: Bezeichnung in den offiziellen Listen des Brandenburgischen Landesamtes für Denkmalpflege. Ein Link hinter der Bezeichnung führt zum Wikipedia-Artikel über das Denkmal.
- Beschreibung: die Beschreibung des Denkmales
- Bild: ein Bild des Denkmales und gegebenenfalls einen Link zu weiteren Fotos des Baudenkmals im Medienarchiv Wikimedia Commons

## Allgemein
| ID-Nr.   | Lage   | Bezeichnung                                    | Beschreibung | Bild                                           |
| -------- | ------ | ---------------------------------------------- | --- | ---------------------------------------------- |
| 09105517 | (Lage) | Satzung zum Schutz des Denkmalbereichs Trebbin | Der Denkmalbereich umfasst die folgenden Straßen: Am Kirchplatz, Am Markt, Beelitzer Straße, Berliner Straße, Berliner Tor, Denkmalplatz, Fischerstraße, Goethestraße (bis Nummer 18), Lindenstraße, Pfarrstraße, Puschkinstraße und die Röllerstraße. | Satzung zum Schutz des Denkmalbereichs Trebbin |

## Baudenkmale

### Blankensee
| ID-Nr.                           | Lage                          | Bezeichnung                                                                     | Beschreibung | Bild                                    |
| -------------------------------- | ----------------------------- | ------------------------------------------------------------------------------- | --- | --------------------------------------- |
| 09105270                         | (Lage)                        | Dorfkirche                                                                      | Der Ursprung des Bauwerks liegt im 14. Jahrhundert. Eine Umgestaltung durch die Familie derer von Thümen erfolgte in den Jahren 1706 bis 1710. Im Innern befindet sich eine qualitätsvolle Ausstattung, die unter anderem einen venezianischen Taufstein aus dem 11. Jahrhundert umfasst. | weitere Bilder                          |
| 09106303 Teilobjekt zu: 09105270 | (Lage)                        | Glocke                                                                          | Die Glocke stammt aus dem Jahr 1408. | BW                                      |
| 09106304 Teilobjekt zu: 09105270 | (Lage)                        | Glocke                                                                          | Die Glocke stammt aus dem Jahr 1412. | BW                                      |
| 09106305 Teilobjekt zu: 09105270 | (Lage)                        | Glocke                                                                          | Die Glocke stammt aus dem Jahr 1517. | BW                                      |
| 09105271                         | Zum Schloss 19 (Lage)         | Gutshaus („Sudermannschloss“) und Parkanlage mit Parkbauten und Barockplastiken | Das Herrenhaus Blankensee wurde 1740 erbaut. | weitere Bilder                          |
| 09106302 Teilobjekt zu: 09105271 | Zum Schloss 19 (Lage)         | Gutspark                                                                        | | Gutspark                                |
| 09105272                         | Blankenseer Chaussee 4 (Lage) | Mittelflurhaus (Bauernmuseum)                                                   | Das Mittelflurhaus ist ein Fachwerkbau mit zwei Geschossen und einem Satteldach. | Mittelflurhaus (Bauernmuseum)           |
| 09105670                         | Ruhemannweg 59 (Lage)         | Pension mit Gaststätte (heute Wohnhaus)                                         | | Pension mit Gaststätte (heute Wohnhaus) |
| 09105947                         | Waldfrieden 52 (Lage)         | Johannische Kirche                                                              | Es ist die Kirche der Religionsgemeinschaft der Johannischen Kirche. Erbaut wurde die Kirche von 1927 bis 1929. | weitere Bilder                          |
| 09105152                         | Zum Schloss 13 (Lage)         | Gutsschmiede und Werkstatt                                                      | Verputzter eingeschossiger Ziegelbau mit Satteldach. Die Schmiede liegt östlich des Gutsareals. Datiert auf 1910/1920. | weitere Bilder                          |

### Christinendorf
| ID-Nr.                           | Lage                             | Bezeichnung                | Beschreibung | Bild                       |
| -------------------------------- | -------------------------------- | -------------------------- | --- | -------------------------- |
| 09105282 Wikidata                | Christinendorfer Allee (Lage)    | Dorfkirche                 | Die Dorfkirche ist ein barocker Putzbau aus dem Jahre 1754 mit einer Remler-Orgel von 1877. Im Innenraum befinden sich eine Hufeisenempore sowie der Kanzelkorb und der Schalldeckel eines barocken Kanzelaltars aus dem späten 15. Jahrhundert. | weitere Bilder             |
| 09106002                         | Christinendorfer Allee 41 (Lage) | Pfarrgehöft                | Bestehend aus Pfarrhaus, Wirtschaftsgebäude und Einfriedung. Datiert auf 1928. | Pfarrgehöft                |
| 09106003 Teilobjekt zu: 09106002 | Christinendorfer Allee 41 (Lage) | Pfarrhaus                  | Eingeschossiges Gebäude, versehen mit einem Satteldach. Datiert auf 1928. | Pfarrhaus                  |
| 09106004 Teilobjekt zu: 09106002 | Christinendorfer Allee 41 (Lage) | Wirtschaftsgebäude / Stall | Eingeschossig mit Satteldach. Rückwärtig vom Pfarrhaus befindlich. Begrenzt das Gehöft in östlicher Richtung. Datiert auf 1928. | Wirtschaftsgebäude / Stall |

### Glau
| ID-Nr.                           | Lage | Bezeichnung | Beschreibung | Bild           |
| -------------------------------- | --- | --- | --- | -------------- |
| 09105957                         | Am Glauer Hof 3/5, Birkenstraße 1, 4, 10, 17, 20, Blankenseer Chaussee 26, 32, 49, Lindenstraße 5 (Lage) | Friedensstadt Weißenberg, bestehend aus „Glauer Hof“ (Am Glauer Hof 3/5), Museum (Birkenstraße 17), „Goldene Sonne“ (Birkenstraße 10), Schule (Birkenstraße 20), Rinderstall (Lindenstraße 5) sowie Wohnhäusern (Birkenstraße 1 und 4, Blankenseer Chaussee 26 und 31/32) | Die Friedensstadt ist ein religiöses Siedlungswerk mit verschiedenen sozialen, medizinisch-therapeutischen und pädagogischen Einrichtungen. Sie wurde 1920 durch den Religions- und Sozialreformer Joseph Weißenberg gegründet. | weitere Bilder |
| 09107150 Teilobjekt zu: 09105957 | Am Glauer Hof 3/5 (Lage)                                                                                 | Verwaltungsgebäude | Das Gebäude verfügt über zwei Geschosse, vereint unter einem Walmdach. Datiert auf 1922. | weitere Bilder |
| 09107151 Teilobjekt zu: 09105957 | Birkenstraße 17 (Lage)                                                                                   | Museum | | Museum         |
| 09107152 Teilobjekt zu: 09105957 | Birkenstraße 10 (Lage)                                                                                   | Gasthof | Zweigeschossiger Bau mit Walmdach. Datiert auf 1931. | Gasthof        |
| 09106034 Teilobjekt zu: 09105957 | Birkenstraße 10 (Lage)                                                                                   | Saalbau | Eingeschossiger Bau mit Walmdach. Datiert auf 1932/1936. | Saalbau        |
| 09107153 Teilobjekt zu: 09105957 | Birkenstraße 20 (Lage)                                                                                   | Schule | Die Schule im Stil des Neuen Bauens wurde von 1933 bis 1934 erbaut. Es ist ein dreigeschossiges Gebäude mit einem Flachdach. | Schule         |
| 09107154 Teilobjekt zu: 09105957 | Am Kesselberg 5 (Lage)                                                                                   | Rinderstall | Prägnant ist der L-förmig angelegte Grundriss. Das Gebäude ist aufgrund der Hanglage ein- und zweigeschossig ausgelegt. Datiert auf 1934.                                                                                       | weitere Bilder |
| 09107155 Teilobjekt zu: 09105957 | Birkenstraße 1 (Lage)                                                                                    | Wohnhaus | Zweigeschossiges Wohnhaus mit Walmdach für zwei Familien. Datiert auf 1920/1930. | Wohnhaus       |
| 09107156 Teilobjekt zu: 09105957 | Birkenstraße 4 (Lage)                                                                                    | Wohnhaus | Das Wohnhaus ist eingeschossig und hat ein Mansarddach. | Wohnhaus       |
| 09107157 Teilobjekt zu: 09105957 | Blankenseer Chaussee 26 (Lage)                                                                           | Wohnhaus | Das Vierfamilienhaus hat zwei Geschosse und verfügt über ein Walmdach. | Wohnhaus       |
| 09107158 Teilobjekt zu: 09105957 | Blankenseer Chaussee 32, 49 (Lage)                                                                       | Wohnhaus | Das Wohnhaus ist zweigeschossig und hat ein Walmdach. Hier können vier Familien wohnen. Abgebildet ist hier Hausnummer 32. | Wohnhaus       |

### Großbeuthen
| ID-Nr.                           | Lage              | Bezeichnung            | Beschreibung | Bild                   |
| -------------------------------- | ----------------- | ---------------------- | --- | ---------------------- |
| 09105318                         | (Lage)            | Dorfkirche             | Die Dorfkirche in Großbeuthen entstand in den Jahren 1713 und 1714 aus Fachwerk. 1847 wurde es um einen Kirchturm aus Mauerstein erweitert. Im Innern ist unter anderem ein hölzerner Kanzelaltar, der vermutlich aus der Bauzeit stammt – ebenso die Empore. Im Aufgang zum Kirchturm stehen mehrere Grabsteine, darunter auch ein Kindergrabstein aus der ersten Hälfte des 19. Jahrhunderts. | weitere Bilder         |
| 09105756                         | Gutshof 3a (Lage) | Gutshaus und Brennerei | Das Gutshaus entstand in der Zeit um 1819 und wurde 1905 umgebaut. Es handelt sich um einen langgestreckten Bau auf einem hohen Sockelgeschoss mit Mansarddach. | Gutshaus und Brennerei |
| 09106977 Teilobjekt zu: 09105756 | Gutshof 3a (Lage) | Herrenhaus             | Eineinhalbgeschossiger Ziegelbau unter einem Mansardwalmdach. Datiert auf 1819 (Umbau 1905). | Herrenhaus             |
| 09106978 Teilobjekt zu: 09105756 | Gutshof 3a (Lage) | Brennerei              | Zweigeschossiger Ziegelbau mit Mansard- und Krüppelwalmdach. Datiert auf 1834 (Umbau 1923). | Brennerei              |

### Löwendorf
| ID-Nr.                           | Lage                           | Bezeichnung               | Beschreibung | Bild                      |
| -------------------------------- | ------------------------------ | ------------------------- | ------------ | ------------------------- |
| 09105530                         | Löwendorfer Chaussee 11 (Lage) | Dorfschmiede              |              | Dorfschmiede              |
| 09105831                         | An der Dorfaue 8 (Lage)        | Wohnhaus mit Stallgebäude |              | Wohnhaus mit Stallgebäude |
| 09107070 Teilobjekt zu: 09105831 | An der Dorfaue 8 ()            | Stall                     |              | ein Bild hochladen        |

### Lüdersdorf
| ID-Nr.                           | Lage                     | Bezeichnung      | Beschreibung | Bild               |
| -------------------------------- | ------------------------ | ---------------- | ------------ | ------------------ |
| 09105819                         | Zum Tiefen Weg 12 (Lage) | Gehöft           |              | weitere Bilder     |
| 09107061 Teilobjekt zu: 09105819 | Zum Tiefen Weg 12 ()     | Wohnhaus         |              | ein Bild hochladen |
| 09107062 Teilobjekt zu: 09105819 | Zum Tiefen Weg 12 ()     | Stall & Scheune  |              | ein Bild hochladen |
| 09107063 Teilobjekt zu: 09105819 | Zum Tiefen Weg 12 ()     | Stall            |              | ein Bild hochladen |
| 09107064 Teilobjekt zu: 09105819 | Zum Tiefen Weg 12 ()     | Werkstattgebäude |              | ein Bild hochladen |

### Märkisch Wilmersdorf
| ID-Nr.                           | Lage                               | Bezeichnung                   | Beschreibung | Bild               |
| -------------------------------- | ---------------------------------- | ----------------------------- | --- | ------------------ |
| 09105925 Wikidata                | Kirchring (Lage)                   | Dorfkirche                    | Die Kirche entstand Anfang des 18. Jahrhunderts. Im Jahre 1746 wurde die Kirche erweitert. Die Ausstattung der Kirche ist aus der Bauzeit.                                                             | weitere Bilder     |
| 09106321 Teilobjekt zu: 09105925 | Kirchring (Lage)                   | Glocke                        | Die Glocke ist auf das Jahr 1569 datiert. | BW                 |
| 09105036                         | Kirchring 16 (Lage)                | Gehöft                        | Bestehend aus Mittelflurhaus, Stallgebäude und Scheune. Abgebildet ist hier das eineinhalbgeschossige Mittelflurhaus mit Satteldach. Datiert auf etwa 1790.                                            | weitere Bilder     |
| 09106536 Teilobjekt zu: 09105036 | Kirchring 16 (Lage)                | Wirtschaftsgebäude            | Eineinhalbgeschossiger Fachwerkbau unter einem Satteldach. Baujahr nicht bekannt. | Wirtschaftsgebäude |
| 09106537 Teilobjekt zu: 09105036 | Kirchring 16 (Lage)                | Scheune                       | Eingeschossiger Ziegelbau unter einem Satteldach. Datiert auf 1925. | Scheune            |
| 09106538 Teilobjekt zu: 09105036 | Kirchring 16 (Lage)                | Stall                         | Zweigeschossiger Ziegelbau mit einem Satteldach versehen. Datiert auf 1851/1900. | Stall              |
| 09105436                         | Parkstraße 1, 1a–c, 2, 3a–c (Lage) | Gutshaus Märkisch Wilmersdorf | Herrenhaus, Gutspark und Wirtschaftshof mit Landarbeiterhäusern | weitere Bilder     |
| 09106724 Teilobjekt zu: 09105436 | Parkstraße 1, 1a–c, 2, 3a–c (Lage) | Herrenhaus                    | Zweigeschossiger neogotischer Entwurf im Tudorstil. Erbaut 1801. Es folgte 100 Jahre später ein größerer Umbau. Die Restaurierung fand in den 2000er Jahren statt.                                     | BW                 |
| 09106725 Teilobjekt zu: 09105436 | Parkstraße 1, 1a–c, 2, 3a–c (Lage) | Gutspark                      | Der Gutspark datiert ebenfalls auf das Jahr 1801. Im Laufe des 19. Jhs wurde er zum Landschaftspark erweitert. Er verfügt nun über mehrere Teiche und zeichnet sich durch zahlreichen Baumbestand aus. | Gutspark           |
| 09106727 Teilobjekt zu: 09105436 | Parkstraße 1, 1a–c, 2, 3a–c ()     | Skulptur                      | Die Bronze-Skulptur „Der Eselsjunge“ wurde vom Bildhauer August Gaul um das Jahr 1900 erstellt. Sie steht im Park.                                                                                     | ein Bild hochladen |
| 09106728 Teilobjekt zu: 09105436 | Parkstraße 1, 1a–c, 2, 3a–c (Lage) | Gedenksäule                   | Die Gedenksäule befindet sich im Park. Die Bewidmung Fritz Graf von Schwerin ist nicht eindeutig geklärt. Datiert auf 1803.                                                                            | BW                 |
| 09106007 Teilobjekt zu: 09105436 | Parkstraße 1, 1a–c, 2, 3a–c (Lage) | Allee                         | Verschiedene an den Gutspark angrenzende Feldwege und direkte Verbindungsstraße zwischen Herrenhaus und Ort. Datiert auf 1895/1900.                                                                    | Allee              |
| 09106726 Teilobjekt zu: 09105436 | Parkstraße 1, 1a–c, 2, 3a–c ()     | Gutshof                       | | ein Bild hochladen |
| 09106729 Teilobjekt zu: 09105436 | Parkstraße 1, 1a–c, 2, 3a–c ()     | Schmiede                      | Erbaut etwa 1910: ein (roter) Ziegelbau mit Satteldach. | ein Bild hochladen |
| 09106730 Teilobjekt zu: 09105436 | Parkstraße 1, 1a–c, 2, 3a–c ()     | Inspektorenhaus               | Erbaut als Ziegelbau. Datierung unbekannt. | ein Bild hochladen |
| 09106731 Teilobjekt zu: 09105436 | Parkstraße 1, 1a–c, 2, 3a–c ()     | Stall                         | Ziegelbau (Baujahr unbekannt). | ein Bild hochladen |
| 09106732 Teilobjekt zu: 09105436 | Parkstraße 1, 1a–c, 2, 3a–c ()     | Mühle                         | Ziegelbau (Baujahr unbekannt). | ein Bild hochladen |
| 09106733 Teilobjekt zu: 09105436 | Parkstraße 1, 1a–c, 2, 3a–c ()     | Landarbeiterhaus              | Hierzu liegen keinerlei Informationen vor. | ein Bild hochladen |
| 09106009 Teilobjekt zu: 09105436 | Parkstraße 1, 1a–c, 2, 3a–c (Lage) | Baumschule                    | Die einstige Baumschule liegt nordöstlich des Parks, Teil der Feldflur. Datiert auf 1885/1900. | BW                 |
| 09106010 Teilobjekt zu: 09105436 | Parkstraße 1, 1a–c, 2, 3a–c (Lage) | Gärtnerei                     | Der sog. Sortimentsgarten liegt südöstlich des erweiterten Parks. Datiert auf 1885/1900. | BW                 |

### Schönhagen
| ID-Nr.                           | Lage                              | Bezeichnung                     | Beschreibung                                                         | Bild                        |
| -------------------------------- | --------------------------------- | ------------------------------- | -------------------------------------------------------------------- | --------------------------- |
| 09105504                         | Schönhagener Landstraße 12 (Lage) | Landhaus „Villa Schönblick“     | Landsitz des Berliner Verlegers Rudolf Mosse. Datiert auf 1902/1910. | Landhaus „Villa Schönblick“ |
| 09106047                         | Schönhagener Landstraße 12 (Lage) | Villengarten „Villa Schönblick“ |                                                                      | BW                          |
| 09106048 Teilobjekt zu: 09106047 | Schönhagener Landstraße 12 (Lage) | Gartenpavillon                  |                                                                      | BW                          |

### Stangenhagen
| ID-Nr.   | Lage                      | Bezeichnung    | Beschreibung | Bild           |
| -------- | ------------------------- | -------------- | --- | -------------- |
| 09105510 | Neue Burgstraße (Lage)    | Dorfkirche     | Die evangelische Kirche wurde 1727 erbaut. Es ist ein Saalbau mit eingezogenen Westturm. An der südlichen Seite befindet sich ein Logenanbau der Familie von Thümen. Im Inneren befindet sich eine Westempore und eine verglaste Patronatsloge. Der Kanzelaltar ist wahrscheinlich aus der Bauzeit. Weiter befinden sich Grabsteine für Martin Schulze und fünf Kinder in der Kirche. | weitere Bilder |
| 09105684 | Alte Dorfstraße 27 (Lage) | Mittelflurhaus | Zweigeschossiger Fachwerkbau mit Satteldach. Datiert auf 1701/1800. | Mittelflurhaus |

### Thyrow
| ID-Nr.   | Lage                           | Bezeichnung   | Beschreibung | Bild           |
| -------- | ------------------------------ | ------------- | --- | -------------- |
| 09105516 | (Lage)                         | Dorfkirche    | Die romanische Feldsteinkirche stammt aus dem 13. Jahrhundert. Der mehrfach umgebaute Turm stammt aus dem Jahr 1794. Im Innern befinden sich eine barocke Empore sowie eine Dinse-Orgel aus dem Jahr 1908. | weitere Bilder |
| 09105688 | Von-Achenbach-Straße 36 (Lage) | Eichberg-Haus | Das Bauwerk entstand vermutlich im Jahr 1923. In dem Haus wohnte zunächst der Schachspieler Emanuel Lasker, später der Filmproduzent und Namensgeber Richard Eichberg.                                     | Eichberg-Haus  |

### Trebbin
| ID-Nr.                           | Lage                                   | Bezeichnung                                                | Beschreibung | Bild                                                       |
| -------------------------------- | -------------------------------------- | ---------------------------------------------------------- | --- | ---------------------------------------------------------- |
| 09105518                         | Kirchplatz, Luckenwalder Straße (Lage) | Stadtkirche St. Marien                                     | Die evangelische Kirche St. Marien wurde in den Jahren 1740 bis 1744 auf den Grundmauern eines Vorgängerbaues aus dem 13. Jahrhundert erbaut. Der Turm stammt aus dem Jahre 1755. Das Innere ist wie die Garnisonkirche in Potsdam als Quersaal erbaut worden. Die Empore ist bis auf dem Altar umlaufend. Der Kanzelaltar stammt aus dem Jahr 1744. | weitere Bilder                                             |
| 09107235                         | Beelitzer Straße 36 (Lage)             | Wohnhaus                                                   | Das Haus liegt im Denkmalbereich von Trebbin an der Südseite der Beelitzer Straße. Es ist ein verputzter Ziegelbau unter einem Satteldach mit zwei Geschossen und sieben Achsen. Der Eingang befindet sich in der mittleren Achse, davor ist eine kurze Freitreppe. Datiert auf 1886/1900. Zwei Inschriften trägt das Haus: oberhalb des Oberlichts der Haustür Schlosser-Meister. Darüber (das Eingangsportal überspannend) in deutlich größeren Lettern: Erich Heidowitzsch. Des Weiteren befindet sich auf dem Gelände rückwärtig (südlich) vom Wohnhaus noch ein Quergebäude. | Wohnhaus                                                   |
| 09105519                         | Berliner Straße (Lage)                 | Hospitalkapelle St. Anna                                   | Die Hospitalskapelle St. Annen war ursprünglich eine Hospitalskapelle, sie wird heute als Friedhofskapelle auf dem Friedhof an der Berliner Straße genutzt. Sie entstand Anfang des 16. Jahrhunderts. Im Inneren befindet sich ein lebensgroßer Kruzifixus aus dem 15. Jahrhundert. | weitere Bilder                                             |
| 09105915                         | Ebelstraße (Lage)                      | Stadtpark mit so genannter Ebelkapelle                     | | Stadtpark mit so genannter Ebelkapelle                     |
| 0910 Teilobjekt zu: 09105915     | Ebelstraße (Lage)                      | Mausoleum                                                  | Das Mausoleum (ein Ziegelbau, Ruinen-Status) befindet sich zwischen Ebelstraße und Weinberg und nordöstlich des Wasserturms im Waldstück gegenüber des Stadtparks. Gewidmet ist das Mausoleum dem Kaufmann Karl Friedrich Ebel. Errichtet wurde es von 1892 bis 1893. | Mausoleum                                                  |
| 09105667                         | Am Bahnhof 2 (Lage)                    | Bahnhofsgebäude                                            | | weitere Bilder                                             |
| 09105953                         | Bahnhofstraße 33a (Lage)               | Postamt mit Toranlage und Remise                           | Zweigeschossiger Ziegelbau mit Walmdach mit einem linksseitig aufstrebendem Turm. Erbaut 1896-1897. | Postamt mit Toranlage und Remise                           |
| 09107149 Teilobjekt zu: 09105953 | Bahnhofstraße 33a (Lage)               | Remise                                                     | Eingeschossiger Trivialbau mit zwei Stellplätzen. Die Remise befindet sich in der Verlängerung der Toreinfahrt auf der linken Hofseite. Zur Entstehungszeit liegen keine Informationen vor. | Remise                                                     |
| 09105522                         | Beelitzer Straße 33, 34 (Lage)         | Wohnhaus                                                   | | Wohnhaus                                                   |
| 09105523                         | Beelitzer Straße 47 (Lage)             | Wohnhaus                                                   | | Wohnhaus                                                   |
| 09105732                         | Bergstraße (Lage)                      | Wasserturm                                                 | | Wasserturm                                                 |
| 09105241                         | Berliner Tor (Lage)                    | Scheunenviertel                                            | | Scheunenviertel                                            |
| 09105524                         | Berliner Straße (Lage)                 | Grabstätte für antifaschistische Widerstandskämpfer        | | Grabstätte für antifaschistische Widerstandskämpfer        |
| 09105525                         | Berliner Straße 15 (Lage)              | Wohnhaus                                                   | Das Eckhaus wurde im Zuge der Stadtsanierung in den 1990er und 2000er Jahren saniert. Dazu wurde ein glatter Putz aufgetragen und die Faschen an den Fenstern wiederhergestellt. | Wohnhaus                                                   |
| 09105240                         | Berliner Straße 43 (Lage)              | Wohn- und Geschäftshaus mit Produktionstrakt               | Das Eckhaus wurde ebenfalls im Zuge der Stadtsanierung erneuert. Dabei wurden unter anderem nicht denkmalgerecht angebrachte Lüftungsöffnungen an der Balustrade wieder verschlossen. | Wohn- und Geschäftshaus mit Produktionstrakt               |
| 09105526                         | Ebelstraße 17 (Lage)                   | Neues Schützenhaus                                         | Erbaut im Jahre 1911, das bis zur Gründung der DDR als Schützenhaus diente. Danach erfuhr das Haus eine Umdeutung seines Zweckes. Nach dem Fall der Mauer wurde seine Bestimmung abermals verändert. | weitere Bilder                                             |
| 09105529                         | Goethestraße 18 (Lage)                 | Neue Stadtschule (Goetheschule)                            | | Neue Stadtschule (Goetheschule)                            |
| 09105242                         | Höpfnerstraße 1–18 (Lage)              | Siedlung „Freie Scholle“                                   | Die Siedlung wurde 1924 bis 1928 nach einem Entwurf von Bruno Taut um einen Anger herum gebaut. Es sind Doppelwohnhäuser, die achsensymmetrisch erbaut wurden. | Siedlung „Freie Scholle“                                   |
| 09105243                         | Industriestraße 1b (Lage)              | Druckerei                                                  | Bestehend aus Druckereigebäude, Lagerhalle, zwei Wohnhäusern und zwei Hofgebäuden. Die Druckerei ist ein eingeschossiger Ziegelbau mit Sheddach. Datiert auf 1898 (Erweiterung 1912). | weitere Bilder                                             |
| 09106680 Teilobjekt zu: 09105243 | Industriestraße 1b ()                  | Lagerhalle                                                 | Datiert auf etwa 1898. | ein Bild hochladen                                         |
| 09106681 Teilobjekt zu: 09105243 | Industriestraße 1b (Lage)              | Wohnhaus                                                   | Es ist das nördliche Wohnhaus. Zweigeschossiger Ziegelbau mit Satteldach, Risalit dreigeschossig mit querstehendem Satteldach. Datiert auf 1898. | Wohnhaus                                                   |
| 09106683 Teilobjekt zu: 09105243 | Industriestraße 1b (Lage)              | Hofgebäude                                                 | Das Hofgebäude befindet sich hinter dem nördlichen Wohnhaus. Eingeschossiger gelber Ziegelbau mit Pultdach. Datiert auf 1898. | Hofgebäude                                                 |
| 09106682 Teilobjekt zu: 09105243 | Industriestraße 1b (Lage)              | Wohnhaus                                                   | Es ist das südliche Wohnhaus. Zweigeschossiger Ziegelbau mit Satteldach, Risalit dreigeschossig mit querstehendem Satteldach. Datiert auf 1898. | Wohnhaus                                                   |
| 09106684 Teilobjekt zu: 09105243 | Industriestraße 1b (Lage)              | Hofgebäude                                                 | Das Hofgebäude befindet sich hinter dem südlichen Wohnhaus. Eingeschossiger gelber Ziegelbau mit Pultdach. Datiert auf 1898. | Hofgebäude                                                 |
| 09105527                         | Luckenwalder Straße 2 (Lage)           | Wohnhaus                                                   | | Wohnhaus                                                   |
| 09105528                         | Luckenwalder Straße 4 (Lage)           | Pfarrhaus                                                  | | Pfarrhaus                                                  |
| 09105977                         | Luckenwalder Straße 5 (Lage)           | Wohnhaus                                                   | | Wohnhaus                                                   |
| 09105520                         | Luckenwalder Straße 10 (Lage)          | Keller der Burganlage                                      | Die Burg Trebbin war ein Wehrbau aus dem 13. Jahrhundert. Im 21. Jahrhundert ist nur noch der Keller vorhanden, der unter Denkmalschutz steht. | Keller der Burganlage                                      |
| 09105062                         | Markt 1–3 (Lage)                       | Rathaus                                                    | Das Rathaus wurde von 1939 bis 1940 erbaut. Es hat einen T-förmigen Grundriss. | Rathaus                                                    |
| 09106470                         | Parkstraße 6 (Lage)                    | Katholische Kirche St. Joseph mit Küster- und Gemeindehaus | Erbaut im Jahre 1910-1911. Ziegelbau mit Satteldach. | Katholische Kirche St. Joseph mit Küster- und Gemeindehaus |
| 09106471 Teilobjekt zu: 09106470 | Parkstraße 6 (Lage)                    | Pfarrhaus & Gemeindehaus                                   | Das Pfarrhaus entstand zur selben Zeit wie die Kirche (1910-1911): zweigeschossiger Ziegelbau mit Satteldach. | Pfarrhaus & Gemeindehaus                                   |
| 09105681                         | Puschkinstraße 1 (Lage)                | Wohnhaus und Stall                                         | In den Jahren 1893-1894 erbautes zweigeschossiges Wohnhaus (Ziegelbau) mit Satteldach. | Wohnhaus und Stall                                         |
| 09106874 Teilobjekt zu: 09105681 | Puschkinstraße 1 (Lage)                | Stall                                                      | Zweigeschossiger (gelber) Ziegelbau unter einem Pultdach. Datiert auf 1893/1894. | weitere Bilder                                             |
| 09105244                         | Zossener Straße 5 (Lage)               | Mietwohnhaus                                               | Das Mietwohnhaus liegt traufständig an der nördlichen Straßenseite. Es hat neun Achsen und 3 Geschosse, das Dach ist ein Berliner Dach. Erbaut wurde das Haus zwischen 1905 und 1910. Erhalten ist noch der Handlauf im Treppenhaus une ein geätztes Fenster im zweiten Obergeschoss. | Mietwohnhaus                                               |